# Digitális Gazdaság és Társadalom Index
A Digitális Gazdaság és Társadalom Index (angolul: Digital Economy and Society Index, rövidítve: DESI) az Európai Unió által alkotott indexszám, amelynek segítségével összevethető a tagállamok digitális (informatikai, infokommunikációs) fejlettsége. 

## Módszertan

### Felépítése
Az index dimenziókból áll, amelyek aldimenziókra oszlanak. Minden aldimenzió indikátorokat tartalmaz.

#### Dimenziók
| Dimenzió                                  | Leírása                                                                                        |
| ----------------------------------------- | ---------------------------------------------------------------------------------------------- |
| 1. Hálózati összekapcsoltság              | Vezetékes és mobil széles sáv lefedettsége, elterjedtsége és ára                               |
| 2. Humán tőke                             | Internethasználók és IKT szakemberek aránya, alapszintű és fejlett digitális készségek szintje |
| 3. Internetes szolgáltatások használata   | Online elérhető tartalmak, digitális kommunikáció és az elektronikus tranzakciók igénybevétele |
| 4. A digitális technológiák integráltsága | Vállalkozások digitalizálása és e-kereskedelem                                                 |
| 5. Digitális közszolgáltatások            | Kormányzat, közigazgatás, egészségügy digitalizáltsága                                         |

A DESI öt dimenzióban vizsgálja a tagállamok digitális fejlettségét. A dimenziók logikailag összefüggnek, nem függetleníthetőek egymástól, de módszertani szétválasztásuk lehetővé teszi a digitalizáció komplex társadalmi jelenségének vizsgálatát. 
Az első dimenzió az ország digitális infrastruktúráját, a második pedig a polgárok digitális kompetenciáit méri. A harmadik, negyedik és ötödik dimenzió a társadalom három fő szektorában (magánszemélyek, vállalatok, közigazgatás) vizsgálja a digitalizáltságot. 2021-ben az Európai Bizottság jelentős mértékben módosította a módszertant. Az internet használat dimenzió megszünt és az egyes aldimenziókon belül alkalmazott indikátorok rendszere is átalakult. 

#### Indikátorok
Az öt dimenzió mindegyike indikátorokat tartalmaz: ezek egy-egy szempont alapján vizsgálják, és egy mérőszámba sűrítve mutatják be az adott ország digitális teljesítményét. 
Az indikátorok száma az évek során változhat aszerint, hogy az index kialakításáért felelős szakemberek mely indikátorokat tartják a legalkalmasabbaknak arra, hogy azokkal egy ország digitális fejlettségét bemutassák. Mivel a digitális világ gyorsan fejlődik, bizonyos indikátorok néhány év alatt elavulhatnak, mások pedig fontos és hasznos mérőeszközzé válhatnak.
| Év   | Indikátorok száma |
| ---- | ----------------- |
| 2016 | 30                |
| 2017 | 31                |
| 2018 | 34                |

### Számításának módja

#### Normalizálás
Az indexszám kiszámításának első lépésében az indikátorok értékét normalizálják, azaz statisztikai eljárással „0” és „1” közötti értékké alakítják. Erre azért van szükség, mert az indikátorok értéke eltérő formájuk miatt önmagában nem lenne összehasonlítható: egyes indikátorok értéke százalékban, másoké darabszámban van megadva.

#### Súlyozás és az index értékének megállapítása
Az indexszám végső értékének kiszámítása során súlyozást alkalmaznak. A számítás a következőképpen történik:
1. Az aldimenziók értékét indikátoraik normalizált értékének összege adja. Ennek kiszámítása során az aldimenzióba tartozó indikátorokat azonos súllyal veszik figyelembe.
2. Az aldimenziók így kiszámított értékeit összeadva számítják ki a dimenziók értékét, előtte azonban az aldimenziók értékét súlyozzák.
3. Az öt dimenzió így kiszámolt értékét szintén súlyozzák, majd ezeket a súlyozott dimenzió értékeket összeadva születik meg az adott tagállam DESI pontszáma.

| dimenzió                                  | súly |
| ----------------------------------------- | ---- |
| 1. Hálózati összekapcsoltság              | 25%  |
| 2. Humán tőke                             | 25%  |
| 3. Internetes szolgáltatások használata   | 15%  |
| 4. A digitális technológiák integráltsága | 20%  |
| 5. Digitális közszolgáltatások            | 15%  |

#### Revízió
A módszertani változások miatt előfordul, hogy az országok eredményét az előző évekre visszamenőleg újra ki kell számítani, ami esetenként módosíthatja a 28 tagállam korábbi sorrendjét is.

## Eredmények

### Magyarország eredményei
Magyarország 2017-ben a 22., 2018-ban a 23. helyen volt az EU 28 tagállamának rangsorában, ezzel Magyarország a gyengén teljesítő országok csoportjába tartozik. A 2021-es módszertani változások hatására Magyarország helyezése nem változott. A 2022. július 28-án publikált jelentés szerint azonban egy helyet előre léptünk. 